# Національний демократичний фронт Бодоланду

Прапор організації

Національний демократичний фронт Бодоланду (англ. National Democratic Front of Bodoland) — сепаратистська організація народності бодо в штаті Ассам, яка веде збройну боротьбу за створення суверенної держави Бодоланду. Вважає себе християнською організацією. Засновник організації — Рансайгра Набла Даймар, він був заарештований індійською владою.